# Monte Rizzi
Monte Rizzi je brežuljak i gradska četvrt u Puli koja administrativno pripada mjesnom odboru Vidikovac.
Monte Rizzi sa sjevera ograničuje Monte Zaro, s istoka Drenovica, s juga Vidikovac, a sa zapada Veruda i Sv. Polikarp.
Na Monte Rizziju se nalazi Biskupijsko-misijsko sjemenište "Redemptoris mater" koje je 8. prosinca 1991. osnovao porečko-pulski biskup mons. Antun Bogetić. Dana 30. rujna 1993.  osnovao je i Visoku teološku školu u sjemeništu Redemptoris Mater. Na mjestu današnjeg sjemeništa nalazila se za vrijeme Jugoslavije vojarna "Pajo Širola".